# 萨尔萨德蒙坦切斯
萨尔萨德蒙坦切斯，是西班牙埃斯特雷马杜拉卡塞雷斯省的一个市镇。总面积37平方公里，总人口624人（2001年），人口密度17人/平方公里。